# Soupisky hokejových reprezentací na Světovém poháru 2016
Světového poháru v ledním hokeji 2016 se účastnilo 8 celků.
Každý tým byl složen z celkem 23 hráčů, z čehož tři byli brankáři. Minimálně šestnáct hráčů včetně dvou brankářů museli účastníci oznámit do 1. března 2016, následující den pak zveřejnili jména nominovaných. Zbývající část týmu pak doplnili do 1. června téhož roku. Dvěma nenárodním výběrům určilo vedení NHL spolu s NHLPA manažery, kteří tato mužstva sestavili. Tvorbu Výběru Evropy měl na starosti bývalý slovenský hokejista Miroslav Šatan, o složení výběru severoamerických hráčů do 23 let se postarali generální manažer Edmontonu Oilers Peter Chiarelli a jeho kolega z klubu Chicago Blackhawks Stan Bowman.

## Skupina A

### Soupiska českého týmu
Trenér Josef Jandač nominoval v první nominaci 2. března 2016 celkem 16 hráčů, z toho tři brankáře, čtyři obránce a devět útočníků. Dodatečnou nominaci o třech obráncích a čtyřech útočnících oznámil 27. května 2016. Dne 2. září vypadl z nominace centr David Krejčí, kterému nepovolil start na turnaji Boston Bruins, jelikož se předtím podrobil složité operaci kyčle, po které následovala dlouhá rekonvalescence. Další den rozhodli trenéři, že místo něj povolají Romana Červenku. Stejný den pak vedení mužstva oznámilo, že kvůli zranění nepojedu na světový pohár útočník Tomáš Hertl a obránce Radko Gudas, které posléze nahradili Michal Birner a Tomáš Kundrátek.

#### Realizační tým
- Hlavní trenér: Josef Jandač
- Asistent trenéra: Jiří Kalous
- Asistent trenéra: Václav Prospal
- Asistent trenéra: Jaroslav Špaček
- Generální manažer: Martin Ručinský
- Generální manažer: Slavomír Lener

| Statistiky | Číslo | Post | Hráč              | Výška  | Váha   | Datum narození              | Klub                 |
| ---------- | ----- | ---- | ----------------- | ------ | ------ | --------------------------- | -------------------- |
| Zde        | 2     | O    | Zbyněk Michálek   | 189 cm | 95 kg  | 23. prosince 1982 (33 let)  | Arizona Coyotes      |
| Zde        | 6     | O    | Michal Kempný     | 183 cm | 88 kg  | 8. září 1990 (26 let)       | Chicago Blackhawks   |
| Zde        | 9     | Ú    | Milan Michálek    | 188 cm | 100 kg | 7. prosince 1984 (31 let)   | Toronto Maple Leafs  |
| Zde        | 10    | Ú    | Roman Červenka    | 182 cm | 89 kg  | 10. prosince 1985 (30 let)  | Fribourg-Gottéron    |
| Zde        | 11    | Ú    | Martin Hanzal     | 197 cm | 103 kg | 20. února 1987 (29 let)     | Arizona Coyotes      |
| Zde        | 12    | Ú    | Radek Faksa       | 191 cm | 95 kg  | 9. ledna 1994 (22 let)      | Dallas Stars         |
| Zde        | 14    | Ú    | Tomáš Plekanec –  | 178 cm | 90 kg  | 31. října 1982 (33 let)     | Montreal Canadiens   |
| Zde        | 16    | Ú    | Michal Birner     | 183 cm | 91 kg  | 2. března 1986 (30 let)     | Traktor Čeljabinsk   |
| Zde        | 17    | Ú    | Vladimír Sobotka  | 178 cm | 89 kg  | 2. července 1987 (29 let)   | Avangard Omsk        |
| Zde        | 18    | Ú    | Ondřej Palát      | 183 cm | 86 kg  | 28. března 1991 (25 let)    | Tampa Bay Lightning  |
| Zde        | 23    | Ú    | Dmitrij Jaškin    | 188 cm | 93 kg  | 23. března 1993 (23 let)    | St. Louis Blues      |
| Zde        | 30    | B    | Michal Neuvirth   | 185 cm | 95 kg  | 23. března 1988 (28 let)    | Philadelphia Flyers  |
| Zde        | 31    | B    | Ondřej Pavelec    | 191 cm | 98 kg  | 31. srpna 1987 (29 let)     | Winnipeg Jets        |
| Zde        | 33    | O    | Jakub Nakládal    | 187 cm | 96 kg  | 30. prosince 1987 (28 let)  | Calgary Flames       |
| Zde        | 34    | B    | Petr Mrázek       | 187 cm | 83 kg  | 14. února 1992 (24 let)     | Detroit Red Wings    |
| Zde        | 47    | O    | Michal Jordán     | 185 cm | 88 kg  | 17. července 1990 (26 let)  | Carolina Hurricanes  |
| Zde        | 62    | O    | Andrej Šustr      | 200 cm | 100 kg | 29. listopadu 1990 (25 let) | Tampa Bay Lightning  |
| Zde        | 64    | O    | Roman Polák       | 187 cm | 107 kg | 28. dubna 1986 (30 let)     | San Jose Sharks      |
| Zde        | 67    | Ú    | Michael Frolík    | 185 cm | 88 kg  | 17. února 1988 (28 let)     | Calgary Flames       |
| Zde        | 83    | Ú    | Aleš Hemský (A)   | 183 cm | 84 kg  | 13. srpna 1983 (33 let)     | Dallas Stars         |
| Zde        | 84    | O    | Tomáš Kundrátek   | 187 cm | 91 kg  | 26. prosince 1989 (26 let)  | HC Slovan Bratislava |
| Zde        | 88    | Ú    | David Pastrňák    | 182 cm | 82 kg  | 25. května 1996 (20 let)    | Boston Bruins        |
| Zde        | 93    | Ú    | Jakub Voráček (A) | 189 cm | 97 kg  | 15. srpna 1989 (27 let)     | Philadelphia Flyers  |

### Soupiska kanadského týmu
Trenér Michael Babcock nominoval v první nominaci 2. března 2016 celkem 16 hráčů, z toho tři brankáře, čtyři obránce a devět útočníků. Dodatečnou nominaci o třech obráncích a čtyřech útočnících oznámil 27. května 2016. Dne 23. srpna vypadl ze soupisky útočník Jamie Benn, který byl po svalové operaci, a jehož v nominaci nahradil Logan Couture. O den později vypadl ze soupisky rovněž delší dobu zraněný obránce Duncan Keith, jehož v nominaci nahradil Jay Bouwmeester. Začátkem září nahradil v nominaci Corey Perry zraněného útočníka Jeffa Cartera. Po přípravných zápasech vypadl ze soupisky útočník Tyler Seguin, který si v jednom z utkání poranil koleno. Místo něj byl narychlo povolán Ryan O'Reilly.

#### Realizační tým
- Hlavní trenér: Michael Babcock
- Asistent trenéra: Claude Julien
- Asistent trenéra: Misha Donskov
- Asistent trenéra: Bill Peters
- Asistent trenéra: Joel Quenneville
- Asistent trenéra: Barry Trotz
- Generální manažer: Doug Armstrong

| Statistiky | Číslo | Post | Hráč                | Výška  | Váha   | Datum narození             | Klub                |
| ---------- | ----- | ---- | ------------------- | ------ | ------ | -------------------------- | ------------------- |
| Zde        | 1     | B    | Carey Price         | 190 cm | 98 kg  | 16. srpna 1987 (29 let)    | Montreal Canadiens  |
| Zde        | 4     | O    | Jay Bouwmeester     | 193 cm | 96 kg  | 27. září 1983 (32 let)     | St. Louis Blues     |
| Zde        | 6     | O    | Shea Weber (A)      | 193 cm | 107 kg | 14. srpna 1985 (31 let)    | Nashville Predators |
| Zde        | 7     | O    | Jake Muzzin         | 190 cm | 97 kg  | 21. února 1989 (27 let)    | Los Angeles Kings   |
| Zde        | 8     | O    | Drew Doughty        | 185 cm | 88 kg  | 8. prosince 1989 (26 let)  | Los Angeles Kings   |
| Zde        | 9     | Ú    | Matt Duchene        | 180 cm | 91 kg  | 16. ledna 1991 (25 let)    | Colorado Avalanche  |
| Zde        | 15    | Ú    | Ryan Getzlaf        | 193 cm | 100 kg | 10. května 1985 (31 let)   | Anaheim Ducks       |
| Zde        | 16    | Ú    | Jonathan Toews (A)  | 188 cm | 91 kg  | 29. dubna 1988 (28 let)    | Chicago Blackhawks  |
| Zde        | 20    | Ú    | John Tavares        | 184 cm | 95 kg  | 20. září 1990 (25 let)     | New York Islanders  |
| Zde        | 24    | Ú    | Corey Perry         | 190 cm | 95 kg  | 16. května 1985 (31 let)   | Anaheim Ducks       |
| Zde        | 27    | O    | Alex Pietrangelo    | 191 cm | 91 kg  | 18. ledna 1990 (26 let)    | St. Louis Blues     |
| Zde        | 28    | Ú    | Claude Giroux       | 180 cm | 84 kg  | 12. ledna 1988 (28 let)    | Philadelphia Flyers |
| Zde        | 37    | Ú    | Patrice Bergeron    | 185 cm | 88 kg  | 24. července 1985 (31 let) | Boston Bruins       |
| Zde        | 39    | Ú    | Logan Couture       | 185 cm | 91 kg  | 28. března 1989 (27 let)   | San Jose Sharks     |
| Zde        | 44    | O    | Marc-Edouard Vlasic | 185 cm | 93 kg  | 30. března 1987 (29 let)   | San Jose Sharks     |
| Zde        | 50    | B    | Corey Crawford      | 188 cm | 98 kg  | 31. prosince 1984 (31 let) | Chicago Blackhawks  |
| Zde        | 63    | Ú    | Brad Marchand       | 175 cm | 82 kg  | 11. května 1988 (28 let)   | Boston Bruins       |
| Zde        | 70    | B    | Braden Holtby       | 188 cm | 98 kg  | 16. září 1989 (27 let)     | Washington Capitals |
| Zde        | 87    | Ú    | Sidney Crosby –     | 180 cm | 91 kg  | 7. srpna 1987 (29 let)     | Pittsburgh Penguins |
| Zde        | 88    | O    | Brent Burns         | 195 cm | 104 kg | 9. března 1985 (31 let)    | San Jose Sharks     |
| Zde        | 91    | Ú    | Steven Stamkos      | 185 cm | 88 kg  | 7. února 1990 (26 let)     | Tampa Bay Lightning |
| Zde        | 95    | Ú    | Ryan O'Reilly       | 185 cm | 95 kg  | 7. února 1991 (25 let)     | Buffalo Sabres      |
| Zde        | 97    | Ú    | Joe Thornton        | 193 cm | 100 kg | 2. července 1979 (37 let)  | San Jose Sharks     |

### Soupiska amerického týmu
Trenér John Tortorella nominoval v první nominaci 2. března 2016 celkem 16 hráčů, z toho tři brankáře, čtyři obránce a devět útočníků. Dodatečnou nominaci o třech obráncích a čtyřech útočnících oznámil 27. května 2016. Na konci července vypadl ze soupisky zraněný Ryan Callahan, jehož v nominaci nahradil Kyle Palmieri.

#### Realizační tým
- Hlavní trenér: John Tortorella
- Asistent trenéra: Mike Sullivan
- Asistent trenéra: John Hynes
- Asistent trenéra: Jack Capuano
- Asistent trenéra: Scott Gordon
- Generální manažer: Dean Lombardi

| Statistiky | Číslo | Post | Hráč               | Výška  | Váha   | Datum narození              | Klub                  |
| ---------- | ----- | ---- | ------------------ | ------ | ------ | --------------------------- | --------------------- |
| Zde        | 2     | O    | Matt Niskanen      | 183 cm | 91 kg  | 6. prosince 1986 (29 let)   | Washington Capitals   |
| Zde        | 3     | O    | Jack Johnson       | 185 cm | 104 kg | 13. ledna 1987 (29 let)     | Columbus Blue Jackets |
| Zde        | 4     | O    | John Carlson       | 190 cm | 98 kg  | 10. ledna 1990 (26 let)     | Washington Capitals   |
| Zde        | 6     | O    | Erik Johnson       | 193 cm | 105 kg | 21. března 1988 (28 let)    | Colorado Avalanche    |
| Zde        | 8     | Ú    | Joe Pavelski –     | 180 cm | 86 kg  | 11. července 1984 (32 let)  | San Jose Sharks       |
| Zde        | 9     | Ú    | Zach Parise        | 180 cm | 89 kg  | 28. července 1984 (32 let)  | Minnesota Wild        |
| Zde        | 16    | Ú    | James van Riemsdyk | 190 cm | 98 kg  | 4. května 1989 (27 let)     | Toronto Maple Leafs   |
| Zde        | 17    | Ú    | Ryan Kesler        | 188 cm | 92 kg  | 31. srpna 1984 (32 let)     | Anaheim Ducks         |
| Zde        | 19    | Ú    | Brandon Dubinsky   | 188 cm | 98 kg  | 29. dubna 1986 (30 let)     | Columbus Blue Jackets |
| Zde        | 20    | O    | Ryan Suter (A)     | 185 cm | 91 kg  | 21. ledna 1985 (31 let)     | Minnesota Wild        |
| Zde        | 21    | Ú    | Derek Stepan       | 183 cm | 89 kg  | 18. června 1990 (26 let)    | New York Rangers      |
| Zde        | 23    | Ú    | Kyle Palmieri      | 180 cm | 89 kg  | 1. února 1991 (25 let)      | New Jersey Devils     |
| Zde        | 26    | Ú    | Blake Wheeler      | 195 cm | 102 kg | 31. srpna 1986 (30 let)     | Winnipeg Jets         |
| Zde        | 27    | O    | Ryan McDonagh      | 185 cm | 97 kg  | 13. června 1989 (27 let)    | New York Rangers      |
| Zde        | 30    | B    | Ben Bishop         | 201 cm | 98 kg  | 21. listopadu 1986 (29 let) | Tampa Bay Lightning   |
| Zde        | 33    | O    | Dustin Byfuglien   | 195 cm | 118 kg | 27. března 1985 (31 let)    | Winnipeg Jets         |
| Zde        | 32    | B    | Jonathan Quick     | 184 cm | 100 kg | 21. ledna 1986 (30 let)     | Los Angeles Kings     |
| Zde        | 35    | B    | Cory Schneider     | 189 cm | 93 kg  | 18. března 1986 (30 let)    | New Jersey Devils     |
| Zde        | 42    | Ú    | David Backes       | 191 cm | 100 kg | 1. května 1984 (32 let)     | Boston Bruins         |
| Zde        | 67    | Ú    | Max Pacioretty     | 188 cm | 97 kg  | 20. září 1988 (27 let)      | Montreal Canadiens    |
| Zde        | 74    | Ú    | T. J. Oshie        | 180 cm | 86 kg  | 23. prosince 1986 (29 let)  | Washington Capitals   |
| Zde        | 88    | Ú    | Patrick Kane (A)   | 180 cm | 80 kg  | 19. listopadu 1988 (27 let) | Chicago Blackhawks    |
| Zde        | 89    | Ú    | Justin Abdelkader  | 187 cm | 99 kg  | 25. února 1987 (29 let)     | Detroit Red Wings     |

### Soupiska Výběru Evropy
Kanadsko-německý trenér Ralph Krueger nominoval v první nominaci 2. března 2016 celkem 16 hráčů, z toho dva brankáře, pět obránců a devět útočníků. Dodatečnou nominaci o jednom brankáři, dvou obráncích a čtyřech útočnících oznámil 27. května 2016. Zranění nepustilo na turnaj dánského brankáře Frederika Andersena, kterého 6. září nahradil v nominaci Němec Philipp Grubauer. Největší zastoupení v mužstvu mají Slováci a Němci, kterých je v kádru celkem šest. Následují čtyři Švýcaři, tři Dáni a po jednom hráči má Rakousko, Slovinsko, Norsko a Francie.

#### Realizační tým
- Hlavní trenér: Ralph Krueger (Kanada/Německo)
- Asistent trenéra: Paul Maurice (Kanada)
- Asistent trenéra: Brad Shaw (Kanada)
- Generální manažer: Miroslav Šatan (Slovensko)

| Statistiky | Číslo | Post | Hráč                     | Výška  | Váha   | Datum narození              | Klub                |
| ---------- | ----- | ---- | ------------------------ | ------ | ------ | --------------------------- | ------------------- |
| Zde        | 1     | B    | Thomas Greiss            | 185 cm | 103 kg | 29. ledna 1986 (30 let)     | New York Islanders  |
| Zde        | 2     | O    | Andrej Sekera            | 183 cm | 91 kg  | 8. června 1986 (30 let)     | Edmonton Oilers     |
| Zde        | 5     | O    | Luca Sbisa               | 188 cm | 90 kg  | 30. ledna 1990 (26 let)     | Vancouver Canucks   |
| Zde        | 7     | O    | Mark Streit (A)          | 181 cm | 87 kg  | 11. prosince 1977 (38 let)  | Philadelphia Flyers |
| Zde        | 8     | Ú    | Tobias Rieder            | 180 cm | 84 kg  | 10. ledna 1993 (23 let)     | Arizona Coyotes     |
| Zde        | 10    | O    | Christian Ehrhoff        | 188 cm | 91 kg  | 6. července 1982 (34 let)   | Chicago Blackhawks  |
| Zde        | 11    | Ú    | Anže Kopitar –           | 192 cm | 101 kg | 24. srpna 1987 (29 let)     | Los Angeles Kings   |
| Zde        | 12    | Ú    | Marián Gáborík           | 185 cm | 93 kg  | 14. února 1982 (34 let)     | Los Angeles Kings   |
| Zde        | 21    | Ú    | Tomáš Tatar              | 179 cm | 84 kg  | 1. prosince 1990 (25 let)   | Detroit Red Wings   |
| Zde        | 22    | Ú    | Nino Niederreiter        | 188 cm | 95 kg  | 8. září 1992 (24 let)       | Minnesota Wild      |
| Zde        | 26    | Ú    | Thomas Vanek             | 188 cm | 99 kg  | 19. ledna 1984 (32 let)     | Detroit Red Wings   |
| Zde        | 29    | Ú    | Leon Draisaitl           | 186 cm | 97 kg  | 27. října 1995 (20 let)     | Edmonton Oilers     |
| Zde        | 31    | B    | Philipp Grubauer         | 185 cm | 83 kg  | 25. listopadu 1991 (24 let) | Washington Capitals |
| Zde        | 33    | O    | Zdeno Chára (A)          | 205 cm | 113 kg | 18. března 1977 (39 let)    | Boston Bruins       |
| Zde        | 36    | Ú    | Jannik Hansen            | 186 cm | 88 kg  | 15. března 1986 (30 let)    | Vancouver Canucks   |
| Zde        | 41    | B    | Jaroslav Halák           | 180 cm | 84 kg  | 13. května 1985 (31 let)    | New York Islanders  |
| Zde        | 44    | O    | Dennis Seidenberg        | 184 cm | 90 kg  | 18. července 1981 (35 let)  | Boston Bruins       |
| Zde        | 51    | Ú    | Frans Nielsen            | 184 cm | 86 kg  | 24. dubna 1984 (32 let)     | Detroit Red Wings   |
| Zde        | 59    | O    | Roman Josi               | 187 cm | 91 kg  | 1. června 1990 (26 let)     | Nashville Predators |
| Zde        | 63    | Ú    | Mats Zuccarello          | 171 cm | 81 kg  | 1. září 1987 (29 let)       | New York Rangers    |
| Zde        | 78    | Ú    | Pierre-Édouard Bellemare | 182 cm | 90 kg  | 6. března 1985 (31 let)     | Philadelphia Flyers |
| Zde        | 81    | Ú    | Marián Hossa             | 187 cm | 94 kg  | 12. ledna 1979 (37 let)     | Chicago Blackhawks  |
| Zde        | 89    | Ú    | Mikkel Bødker            | 182 cm | 96 kg  | 16. prosince 1989 (26 let)  | San Jose Sharks     |

## Skupina B

### Soupiska finského týmu
Trenér Lauri Marjamäki nominoval v první nominaci 2. března 2016 celkem 16 hráčů, z toho dva brankáře, čtyři obránce a deset útočníků. Dodatečnou nominaci o jednom brankáři a třech obráncích a útočnících oznámil 27. května 2016.

#### Realizační tým
- Hlavní trenér: Lauri Marjamäki
- Asistent trenéra: Teppo Numminen
- Asistent trenéra: Waltteri Immonen
- Asistent trenéra: Kalle Kaskinen
- Generální manažer: Jere Lehtinen

| Statistiky | Číslo | Post | Hráč                  | Výška  | Váha  | Datum narození             | Klub                |
| ---------- | ----- | ---- | --------------------- | ------ | ----- | -------------------------- | ------------------- |
| Zde        | 2     | O    | Jyrki Jokipakka       | 190 cm | 98 kg | 20. srpna 1991 (25 let)    | Calgary Flames      |
| Zde        | 3     | O    | Olli Määttä           | 188 cm | 93 kg | 22. srpna 1994 (22 let)    | Pittsburgh Penguins |
| Zde        | 7     | O    | Esa Lindell           | 191 cm | 98 kg | 23. května 1994 (22 let)   | Dallas Stars        |
| Zde        | 9     | Ú    | Mikko Koivu –         | 189 cm | 98 kg | 12. března 1983 (33 let)   | Minnesota Wild      |
| Zde        | 12    | Ú    | Jori Lehterä          | 189 cm | 95 kg | 23. prosince 1987 (28 let) | St. Louis Blues     |
| Zde        | 18    | O    | Sami Lepistö          | 185 cm | 88 kg | 17. října 1984 (31 let)    | Salavat Julajev Ufa |
| Zde        | 19    | B    | Mikko Koskinen        | 200 cm | 95 kg | 18. července 1988 (28 let) | SKA Petrohrad       |
| Zde        | 20    | Ú    | Sebastian Aho         | 181 cm | 78 kg | 26. července 1997 (19 let) | Kärpät Oulu         |
| Zde        | 22    | O    | Ville Pokka           | 182 cm | 97 kg | 3. června 1994 (22 let)    | Rockford IceHogs    |
| Zde        | 27    | Ú    | Joonas Donskoi        | 182 cm | 82 kg | 13. dubna 1992 (24 let)    | San Jose Sharks     |
| Zde        | 28    | Ú    | Lauri Korpikoski      | 185 cm | 93 kg | 28. července 1986 (30 let) | Edmonton Oilers     |
| Zde        | 29    | Ú    | Patrik Laine          | 194 cm | 95 kg | 19. dubna 1998 (18 let)    | Tappara Tampere     |
| Zde        | 35    | B    | Pekka Rinne           | 195 cm | 98 kg | 3. listopadu 1982 (33 let) | Nashville Predators |
| Zde        | 36    | Ú    | Jussi Jokinen (A)     | 182 cm | 90 kg | 1. dubna 1983 (33 let)     | Florida Panthers    |
| Zde        | 40    | B    | Tuukka Rask           | 190 cm | 80 kg | 10. března 1987 (29 let)   | Boston Bruins       |
| Zde        | 45    | O    | Sami Vatanen          | 179 cm | 83 kg | 3. června 1991 (25 let)    | Anaheim Ducks       |
| Zde        | 51    | Ú    | Valtteri Filppula (A) | 183 cm | 89 kg | 20. března 1984 (32 let)   | Tampa Bay Lightning |
| Zde        | 55    | O    | Rasmus Ristolainen    | 192 cm | 94 kg | 27. října 1994 (21 let)    | Buffalo Sabres      |
| Zde        | 56    | Ú    | Erik Haula            | 183 cm | 88 kg | 23. března 1991 (25 let)   | Minnesota Wild      |
| Zde        | 64    | Ú    | Mikael Granlund       | 179 cm | 84 kg | 26. února 1992 (24 let)    | Minnesota Wild      |
| Zde        | 71    | Ú    | Leo Komarov           | 180 cm | 96 kg | 23. ledna 1987 (29 let)    | Toronto Maple Leafs |
| Zde        | 86    | Ú    | Teuvo Teräväinen      | 180 cm | 81 kg | 11. září 1994 (22 let)     | Chicago Blackhawks  |
| Zde        | 91    | Ú    | Aleksander Barkov     | 191 cm | 97 kg | 2. září 1995 (21 let)      | Florida Panthers    |

### Soupiska ruského týmu
Trenér Oļegs Znaroks nominoval v první nominaci 2. března 2016 celkem 16 hráčů, z toho tři brankáře, tři obránce a deset útočníků. Dodatečnou nominaci o čtyřech obráncích a třech útočnících oznámil 27. května 2016. Na konci července vypadl ze soupisky kvůli domácímu násilí a následné suspendace v NHL Vjačeslav Vojnov, jehož v nominaci nahradil Nikita Něstěrov.

#### Realizační tým
- Hlavní trenér: Oļegs Znaroks
- Asistent trenéra: Harijs Vītoliņš
- Asistent trenéra: Ilja Vorobjov
- Generální manažer: Dmitrij Kurbatov

| Statistiky | Číslo | Post | Hráč                  | Výška  | Váha   | Datum narození              | Klub                  |
| ---------- | ----- | ---- | --------------------- | ------ | ------ | --------------------------- | --------------------- |
| Zde        | 1     | B    | Semjon Varlamov       | 188 cm | 95 kg  | 27. dubna 1988 (28 let)     | Colorado Avalanche    |
| Zde        | 7     | O    | Dmitrij Kulikov       | 184 cm | 93 kg  | 29. října 1990 (25 let)     | Buffalo Sabres        |
| Zde        | 8     | Ú    | Alexandr Ovečkin –    | 187 cm | 108 kg | 17. září 1985 (31 let)      | Washington Capitals   |
| Zde        | 9     | O    | Dmitrij Orlov         | 181 cm | 95 kg  | 23. července 1991 (25 let)  | Washington Capitals   |
| Zde        | 13    | Ú    | Pavel Dacjuk (A)      | 180 cm | 88 kg  | 20. července 1978 (38 let)  | SKA Petrohrad         |
| Zde        | 22    | O    | Nikita Zajcev         | 189 cm | 89 kg  | 29. října 1991 (24 let)     | Toronto Maple Leafs   |
| Zde        | 27    | Ú    | Artěmij Panarin       | 180 cm | 77 kg  | 30. října 1991 (24 let)     | Chicago Blackhawks    |
| Zde        | 41    | Ú    | Nikolaj Kuljomin      | 186 cm | 103 kg | 14. července 1986 (30 let)  | New York Islanders    |
| Zde        | 42    | Ú    | Arťom Anisimov        | 192 cm | 90 kg  | 24. května 1988 (28 let)    | Chicago Blackhawks    |
| Zde        | 47    | O    | Alexej Marčenko       | 189 cm | 95 kg  | 2. ledna 1992 (24 let)      | Detroit Red Wings     |
| Zde        | 63    | Ú    | Jevgenij Dadonov      | 179 cm | 84 kg  | 12. března 1989 (27 let)    | SKA Petrohrad         |
| Zde        | 71    | Ú    | Jevgenij Malkin (A)   | 192 cm | 88 kg  | 31. července 1986 (30 let)  | Pittsburgh Penguins   |
| Zde        | 72    | B    | Sergej Bobrovskij     | 188 cm | 90 kg  | 20. září 1988 (27 let)      | Columbus Blue Jackets |
| Zde        | 74    | O    | Alexej Jemelin        | 186 cm | 98 kg  | 25. dubna 1986 (30 let)     | Montreal Canadiens    |
| Zde        | 77    | Ú    | Ivan Tělegin          | 193 cm | 92 kg  | 28. února 1992 (24 let)     | CSKA Moskva           |
| Zde        | 79    | O    | Andrej Markov         | 183 cm | 89 kg  | 20. prosince 1978 (37 let)  | Montreal Canadiens    |
| Zde        | 86    | Ú    | Nikita Kučerov        | 181 cm | 83 kg  | 17. června 1993 (23 let)    | Tampa Bay Lightning   |
| Zde        | 87    | Ú    | Vadim Šipačov         | 183 cm | 85 kg  | 12. března 1987 (29 let)    | SKA Petrohrad         |
| Zde        | 88    | B    | Andrej Vasilevskij    | 190 cm | 94 kg  | 25. července 1994 (22 let)  | Tampa Bay Lightning   |
| Zde        | 89    | O    | Nikita Něstěrov       | 181 cm | 90 kg  | 28. března 1993 (23 let)    | Tampa Bay Lightning   |
| Zde        | 90    | Ú    | Vladislav Naměstnikov | 182 cm | 83 kg  | 22. listopadu 1992 (23 let) | Tampa Bay Lightning   |
| Zde        | 91    | Ú    | Vladimir Tarasenko    | 184 cm | 99 kg  | 13. prosince 1991 (24 let)  | St. Louis Blues       |
| Zde        | 92    | Ú    | Jevgenij Kuzněcov     | 186 cm | 87 kg  | 19. května 1992 (24 let)    | Washington Capitals   |

### Soupiska švédského týmu
Trenér Rikard Grönborg nominoval v první nominaci 2. března 2016 celkem 16 hráčů, z toho dva brankáře, šest obránců a sedm útočníků. Dodatečnou nominaci o jednom brankáři, jednom obránci a pěti útočnících oznámil 27. května 2016. V polovině srpna vypadl ze soupisky zraněný Alexander Steen, které ho trápilo zraněné rameno, a jehož v nominaci nahradil Rickard Rakell. Zranění nepustilo na turnaj ani obránce Niklase Kronwalla, kterého 24. srpna nahradil v nominaci Hampus Lindholm. O dva dny později vypadl ze soupisky také delší dobu zraněný brankář Robin Lehner, jehož v nominaci nahradil Jhonas Enroth. Dne 1. září vypadl z nominace kvůli zranění kolene kapitán mužstva Henrik Zetterberg, jehož nahradil útočník Mikael Backlund. Po přípravných zápasech vypadl ze soupisky Rickard Rakell, kterého trápily žaludeční problémy. Místo něj byl narychlo povolán Patrik Berglund.

#### Realizační tým
- Hlavní trenér: Rikard Grönborg
- Asistent trenéra: Johan Garpenlöv
- Asistent trenéra: Peter Popovic
- Generální manažer: Tommy Boustedt

| Statistiky | Číslo | Post | Hráč                 | Výška  | Váha   | Datum narození              | Klub                |
| ---------- | ----- | ---- | -------------------- | ------ | ------ | --------------------------- | ------------------- |
| Zde        | 1     | B    | Jhonas Enroth        | 178 cm | 78 kg  | 25. června 1988 (28 let)    | Toronto Maple Leafs |
| Zde        | 4     | O    | Niklas Hjalmarsson   | 187 cm | 89 kg  | 6. června 1987 (29 let)     | Chicago Blackhawks  |
| Zde        | 6     | O    | Anton Strålman       | 184 cm | 86 kg  | 1. srpna 1986 (30 let)      | Tampa Bay Lightning |
| Zde        | 9     | Ú    | Filip Forsberg       | 187 cm | 93 kg  | 13. srpna 1994 (22 let)     | Nashville Predators |
| Zde        | 11    | Ú    | Mikael Backlund      | 184 cm | 90 kg  | 17. března 1989 (27 let)    | Calgary Flames      |
| Zde        | 14    | O    | Mattias Ekholm       | 192 cm | 98 kg  | 24. května 1990 (26 let)    | Nashville Predators |
| Zde        | 16    | Ú    | Marcus Krüger        | 182 cm | 84 kg  | 27. května 1990 (26 let)    | Chicago Blackhawks  |
| Zde        | 17    | Ú    | Patrik Berglund      | 192 cm | 98 kg  | 2. června 1988 (28 let)     | St. Louis Blues     |
| Zde        | 18    | Ú    | Jakob Silfverberg    | 186 cm | 89 kg  | 13. října 1990 (25 let)     | Anaheim Ducks       |
| Zde        | 19    | Ú    | Nicklas Bäckström    | 184 cm | 97 kg  | 23. listopadu 1987 (28 let) | Washington Capitals |
| Zde        | 21    | Ú    | Loui Eriksson        | 187 cm | 83 kg  | 17. července 1985 (31 let)  | Vancouver Canucks   |
| Zde        | 22    | Ú    | Daniel Sedin (A)     | 186 cm | 85 kg  | 26. září 1980 (35 let)      | Vancouver Canucks   |
| Zde        | 23    | O    | Oliver Ekman-Larsson | 187 cm | 91 kg  | 17. července 1991 (25 let)  | Arizona Coyotes     |
| Zde        | 25    | B    | Jacob Markström      | 197 cm | 89 kg  | 31. ledna 1990 (26 let)     | Vancouver Canucks   |
| Zde        | 30    | B    | Henrik Lundqvist     | 185 cm | 85 kg  | 2. března 1982 (34 let)     | New York Rangers    |
| Zde        | 33    | Ú    | Henrik Sedin –       | 187 cm | 85 kg  | 26. září 1980 (35 let)      | Vancouver Canucks   |
| Zde        | 34    | Ú    | Carl Söderberg       | 191 cm | 98 kg  | 12. října 1985 (30 let)     | Colorado Avalanche  |
| Zde        | 47    | O    | Hampus Lindholm      | 189 cm | 98 kg  | 20. ledna 1994 (22 let)     | Anaheim Ducks       |
| Zde        | 62    | Ú    | Carl Hagelin         | 180 cm | 84 kg  | 23. srpna 1988 (28 let)     | Pittsburgh Penguins |
| Zde        | 65    | O    | Erik Karlsson (A)    | 182 cm | 87 kg  | 31. května 1990 (26 let)    | Ottawa Senators     |
| Zde        | 72    | Ú    | Patric Hörnqvist     | 180 cm | 86 kg  | 1. ledna 1987 (29 let)      | Pittsburgh Penguins |
| Zde        | 77    | O    | Victor Hedman        | 198 cm | 104 kg | 18. prosince 1990 (25 let)  | Tampa Bay Lightning |
| Zde        | 92    | Ú    | Gabriel Landeskog    | 184 cm | 95 kg  | 23. listopadu 1992 (23 let) | Colorado Avalanche  |

### Soupiska Výběru do 23 let
Kanadský trenér Todd McLellan nominoval v první nominaci 2. března 2016 celkem 16 hráčů, z toho tři brankáře, čtyři obránce a devět útočníků. Dodatečnou nominaci o třech obráncích a čtyřech útočnících oznámil 27. května 2016. Dne 2. září vypadl z nominace kvůli zranění zad centr Sean Monahan, jehož nahradil Vincent Trocheck. V nominaci měli původně větší zastoupení hráči Kanady, kterých bylo 12, kdežto Američanů bylo v mužstvu 11, ovšem po vypadnutí Kanaďana Monahana ze soupisky a jeho nahrazení Američanem Trocheckem se tento počet obrátil.

#### Realizační tým
- Hlavní trenér: Todd McLellan (Kanada)
- Asistent trenéra: Jon Cooper (USA/Kanada)
- Asistent trenéra: Gerard Gallant (Kanada)
- Asistent trenéra: Dave Tippett (Kanada)
- Generální manažer: Peter Chiarelli (Kanada)

| Statistiky | Číslo | Post | Hráč                | Výška  | Váha   | Datum narození             | Klub                  |
| ---------- | ----- | ---- | ------------------- | ------ | ------ | -------------------------- | --------------------- |
| Zde        | 3     | O    | Seth Jones          | 193 cm | 94 kg  | 3. října 1994 (21 let)     | Columbus Blue Jackets |
| Zde        | 4     | O    | Colton Parayko      | 196 cm | 97 kg  | 12. května 1993 (23 let)   | St. Louis Blues       |
| Zde        | 5     | O    | Aaron Ekblad (A)    | 193 cm | 98 kg  | 7. února 1996 (20 let)     | Florida Panthers      |
| Zde        | 8     | O    | Jacob Trouba        | 189 cm | 92 kg  | 26. února 1994 (22 let)    | Winnipeg Jets         |
| Zde        | 10    | Ú    | J.T. Miller         | 186 cm | 93 kg  | 14. března 1993 (23 let)   | New York Rangers      |
| Zde        | 13    | Ú    | Johnny Gaudreau     | 174 cm | 71 kg  | 3. srpna 1993 (23 let)     | Calgary Flames        |
| Zde        | 14    | Ú    | Sean Couturier (A)  | 192 cm | 89 kg  | 7. prosince 1992 (23 let)  | Philadelphia Flyers   |
| Zde        | 15    | Ú    | Jack Eichel         | 188 cm | 91 kg  | 28. října 1996 (19 let)    | Buffalo Sabres        |
| Zde        | 20    | Ú    | Brandon Saad        | 185 cm | 92 kg  | 27. října 1992 (23 let)    | Columbus Blue Jackets |
| Zde        | 21    | Ú    | Vincent Trocheck    | 178 cm | 83 kg  | 11. července 1993 (23 let) | Florida Panthers      |
| Zde        | 27    | O    | Ryan Murray         | 185 cm | 94 kg  | 27. září 1993 (22 let)     | Columbus Blue Jackets |
| Zde        | 29    | Ú    | Nathan MacKinnon    | 183 cm | 88 kg  | 1. září 1995 (21 let)      | Colorado Avalanche    |
| Zde        | 30    | B    | Matt Murray         | 194 cm | 81 kg  | 25. května 1994 (22 let)   | Pittsburgh Penguins   |
| Zde        | 34    | Ú    | Auston Matthews     | 188 cm | 88 kg  | 17. září 1997 (19 let)     | Toronto Maple Leafs   |
| Zde        | 36    | B    | John Gibson         | 192 cm | 103 kg | 14. července 1993 (23 let) | Anaheim Ducks         |
| Zde        | 37    | B    | Connor Hellebuyck   | 193 cm | 94 kg  | 19. května 1993 (23 let)   | Winnipeg Jets         |
| Zde        | 44    | O    | Morgan Rielly       | 185 cm | 98 kg  | 9. března 1994 (22 let)    | Toronto Maple Leafs   |
| Zde        | 53    | O    | Shayne Gostisbehere | 180 cm | 73 kg  | 20. dubna 1993 (23 let)    | Philadelphia Flyers   |
| Zde        | 55    | Ú    | Mark Scheifele      | 190 cm | 94 kg  | 15. března 1993 (23 let)   | Winnipeg Jets         |
| Zde        | 71    | Ú    | Dylan Larkin        | 185 cm | 86 kg  | 30. července 1996 (20 let) | Detroit Red Wings     |
| Zde        | 72    | Ú    | Jonathan Drouin     | 181 cm | 85 kg  | 28. března 1995 (21 let)   | Tampa Bay Lightning   |
| Zde        | 93    | Ú    | Ryan Nugent-Hopkins | 184 cm | 86 kg  | 12. dubna 1993 (23 let)    | Edmonton Oilers       |
| Zde        | 97    | Ú    | Connor McDavid –    | 185 cm | 89 kg  | 13. ledna 1997 (19 let)    | Edmonton Oilers       |

## Galerie dresů

### Skupina A
| Česko | Kanada | USA | Výběr Evropy |
|       |        |     |              |

### Skupina B
| Finsko | Rusko | Švédsko | Výběr Severní Ameriky U23 |
|        |       |         |                           |